# Gemeinde Žiri

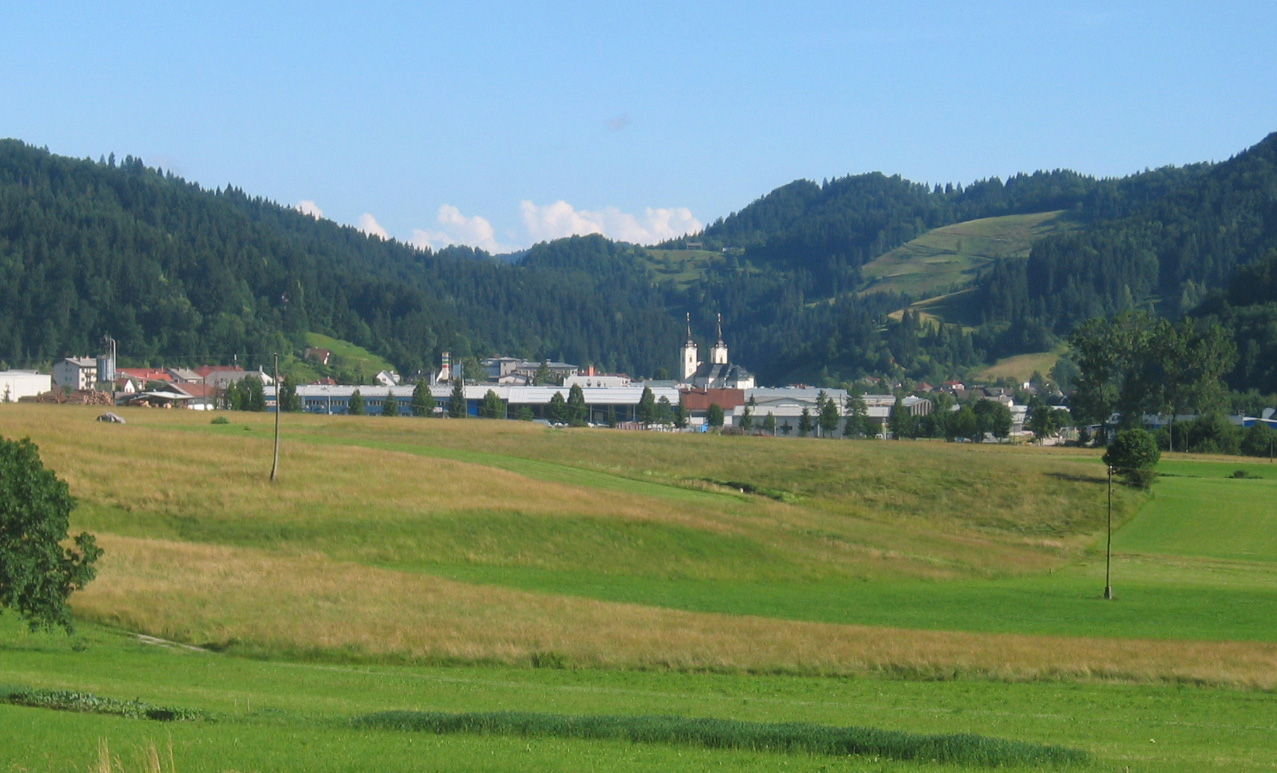
Žiri (Sairach)

Žiri (deutsch: Sairach) ist der Name einer Gemeinde und ihres Hauptortes, der Stadt Žiri in der Region Gorenjska im Nordwesten Sloweniens.

## Lage und Einwohner
Die aus 18 Ortschaften bestehende Gemeinde liegt im Talkessel von Žiri (slowenisch: Žirovska kotlina, historische deutsche Bezeichnung: Sairacher Becken, englisch: Žiri Basin) am oberen Ende des Pöllander Tals (Poljanska dolina), im Grenzgebiet der drei Regionen Gorenjska, Notranjska und Primorska.

## Geschichte
Die Bischöfe von Freising herrschten 830 Jahre lang in Žiri. Mitten im Ort Žiri steht die Kirche zum heiligen Martin. Sie ist die größte in der Gegend und wurde 1912 erbaut. Es soll schon im 9. Jahrhundert dort eine Kirche gestanden haben, aber gesichert ist dies nicht. Die erste gesicherte Erwähnung einer Kirche war im Jahre 1384.
Die günstige Lage wirkte sich positiv auf die Entfaltung des Handwerks aus. Besonders bekannt ist der Ort für das Klöppeln und das Schuhmacherhandwerk.
Quer durch die Gemeinde verläuft die Rupnik-Linie, eine Befestigungsanlage der jugoslawischen Armee zwischen den beiden Königreichen Italien und Jugoslawien.

## Ortsteile
| - Brekovice (dt.: Brekowitz) - Breznica pri Žireh (dt.: Bresenz) - Goropeke (dt.: Gorenpetsch) - Izgorje (dt.: Ißgaren) - Jarčja Dolina (dt.: Jartschinthal) - Koprivnik (dt.: Kopriunik in der Oberkrain) - Ledinica (dt.: Ledinz) - Mrzli Vrh (dt.: Kaltenberg in der Oberkrain) - Opale (dt.: Opale) | - Osojnica (dt.: Ossoinitz) - Podklanec (dt.: Podklanz in der Oberkrain) - Račeva (dt.: Aderdorf) - Ravne pri Žireh (dt.: Raune bei Sairach) - Selo (dt.: Sellen bei Sairach) - Sovra (dt.: Zaier bei Sairach) - Zabrežnik (dt.: Sabresnig in der Oberkrain) - Žiri (dt.: Sairach) - Žirovski Vrh (dt.: Sairachberg) |

## Nachbargemeinden
| Cerkno | Gorenja vas-Poljane                         | Gorenja vas-Poljane |
| Idrija | Kompassrose, die auf Nachbargemeinden zeigt | Logatec             |
| Idrija | Idrija                                      | Logatec             |

## Sehenswürdigkeiten und Aktivitäten
- Wandern in und um Žiri[7]
- Skisprunganlage Nordijski Center Račeva
- Festungen der Rupnik-Linie

## Persönlichkeiten
- Roman Seljak (1934–1994), Skilangläufer